# Heptathlon aux championnats du monde d'athlétisme en salle 2014
Navigation
2012 2016
Le  concours de l'heptathlon des Championnats du monde en salle 2014 s'est déroulé les 7 et 8 mars 2014 à l'Ergo Arena de Sopot, en Pologne.

## Résultats

### Classement général
| Rang               | Nom                     | Nationalité | Points | Notes |
| ------------------ | ----------------------- | ----------- | ------ | ----- |
| Médaille d'or      | Ashton Eaton            | États-Unis  | 6 632  | WL    |
| Médaille d'argent  | Andrei Krauchanka       | Biélorussie | 6 303  | NR    |
| Médaille de bronze | Thomas van der Plaetsen | Belgique    | 6 259  | NR    |
| 4                  | Eelco Sintnicolaas      | Pays-Bas    | 6 198  |       |
| 5                  | Oleksiy Kasyanov        | Ukraine     | 6 176  | SB    |
| 6                  | Kai Kazmirek            | Allemagne   | 6 173  | PB    |
| 7                  | Damian Warner           | Canada      | 6 129  | PB    |
| 8                  | Pascal Behrenbruch      | Allemagne   | 4 983  | SB    |

## Légende
Records et Performances
- AR : Record continental (area record)
- CR : Record des championnats (championship record)
- MR : Record du meeting (meet record)
- NR : Record national (national record)
- OR : Record olympique (olympic record)
- PR : Record paralympique (paralympic record)
- PB : Record personnel (personal best)
- SB : Meilleure performance personnelle de la saison (season's best)
- WL : Meilleure performance mondiale de l'année (world leader)
- WJR : Record du monde junior (world junior record)
- WR : Record du monde (world record)

Circonstances et Conditions
- DNF : N'a pas terminé (did not finish)
- DNS : N'a pas pris le départ (did not start)
- DQ : Disqualification (disqualification)
- NM : Aucun essai valable enregistré (No Mark)
- Q : Qualifié « directement » au prochain tour (ou à la prochaine compétition), lors d'une compétition majeure, grâce au classement ou à la réalisation des minima (automatic qualifier)
- q : Qualifié au prochain tour (ou à la prochaine compétition), lors d'une compétition majeure, grâce au repêchage ou à la réalisation de l'une des meilleures performances parmi celles des « non qualifiés directement » (grâce au meilleur temps ou à la meilleure distance par exemple) (secondary qualifier)